# .sv
.sv – domena internetowa przypisana od roku 1994 do Salwadoru i administrowana przez SVNet.

## Domeny drugiego pozomu
- edu.sv: instytucje edukacyjne lub badawcze
- gob.sv: krajowe instytucje rządowe
- com.sv: podmioty komercyjne
- org.sv: organizacje non-profit
- red.sv: administratorzy sieci